# Falklandsulv
Falklandsulven (Dusicyon australis) levede på Falklandsøerne og uddøde i 1876. Man har tidligere ment at den var tæt beslægtet med Lycalopex og Andesræven, men DNA-undersøgelser har ændret på denne opfattelse. Man mener nu, at Falklandsulven er nærmere beslægtet med mankeulven, og at den er vandret til Falklandsøerne under den seneste istid for cirka 16.000 år siden. Falklandsulven var det eneste pattedyr på Falklandsøerne i tidsperioden. Dens tamme natur gjorde det let for de første ankommende til øerne, at jage den til dens udslettelse. 